# Битва при Сагунто
В битве при Сагунто (также встречается название Битва при Сагунтуме) 25 октября 1811 года Имперская французская Арагонская армия под командованием маршала Луи Габриэля Сюше сражалась с испанской армией во главе с генерал-капитаном Хоакином Блейком. Попытка испанцев снять осаду замка Сагунто потерпела неудачу, когда французы, итальянцы и поляки обратили их войска в бегство. Сражение происходило во времена Пиренейских войн, являющихся частью Наполеоновских войн. Сагунто находится недалеко от восточного побережья Испании, примерно в 30 км к северу от Валенсии.
Сюше вторгся в провинцию Валенсия в сентябре 1811 года. Он попытался быстро захватить замок Сагунто, но его гарнизон под командованием полковника Луиса Андриани отразил две атаки, и французская армия была вынуждена осадить древнюю крепость. Когда армия Блейка вышла из Валенсии, чтобы снять осаду, Сюше отправил ей навстречу меньшую часть своей армии. Атака Блейка на правый фланг Сюше прошла неудачно, и вскоре плохо обученные испанские войска бежали. Однако испанские войска, атаковавшие левый фланг французов, оказались гораздо более стойкими, и там борьба проходила намного упорней. Наконец, имперские войска одержали верх и обратили в бегство почти всю испанскую армию. Гарнизон замка Сагунто вскоре сдался, и солдаты Блейка вернулись обратно в Валенсию, где попытались организовать оборону этого города.

## Предыстория

### Войска
Под командованием Луи Габриэля Сюше французская армия Арагона 2 января 1811 года успешно завершила осаду Тортосы, а 29 июня 1811 года осаду Таррагоны. Во время последней схватки французы убили и захватили в плен 15 тыс. испанских солдат, уничтожив две трети армии Каталонии. Французы потеряли 4,3 тыс. убитыми и ранеными. Захват Таррагоны принёс Сюше маршальский жезл. Император Наполеон хотел покорить Валенсию, но эту кампанию пришлось отложить до захвата замка Сан-Ферран, который находится на основной дороге между Францией и Испанией. Осада Фигераса закончилась 19 августа 1811 года капитуляцией испанцев. Через шесть дней Наполеон приказал Сюше наступить и захватить Валенсию. Император предполагал, что испанская армия Валенсии была в панике и что город станет лёгкой добычей для имперской французской армии. Однако он ошибся — замок Сагунто продержался несколько недель.
Согласно историку Чарльзу Оману, валенсийская армия имела «худшую боевую репутацию» среди всех испанских армий. Во время кампании, закончившейся падением Таррагоны, она оказалась не в силах помочь гарнизону. В октябре 1811 года она насчитывала 36 тыс. человек, включая резервную дивизию, состоящую из недавно созданных третьих батальонов старых полков. Эти батальоны страдали от недостатка офицеров. Единственными первоклассными формированиями были дивизии генерал-майоров Мигеля де Лардисабаль-и-Урибе и Хосе Паскуаля де Зайс-и-Чакона, ветеранов битвы при Ла-Альбуэра. Когда Блейк принял командование армией Валенсии, он привёл с собой из Кадиса эти две дивизии. Была надежда, что армия Мурсии под командованием генерал-лейтенанта Николаса де Махи-и-Ромо сможет помочь защитить Валенсию от ожидаемого нападения Сюше.
Арагонская армия маршала Сюше насчитывала 50 тыс. военнослужащих, но за вычетом гарнизонов и больных оставалось только 31 тыс. человек. В дивизиях дивизионных генералов Оноре Шарля Рея и Филиппо Североли в Наварре и западном Арагоне было ещё 15 тыс. солдат. Эти хорошо обученные войска вскоре были переданы под командование Сюше. Французская армия Каталонии дивизионного генерала Шарля Матье Изидора Декана насчитывала 23 тыс. солдат. Дивизионному генералу Бернару Жоржу Франсуа Фреру (7 тыс. человек) Сюше поручил охранять свои тыловые линии коммуникации. Для кампании в Валенсии Сюше тщательно отобрал 22 тыс. своих лучших пехотинцев, оставив 6,8 тыс. менее опытных солдат охранять линии снабжения. Единственным проблемным подразделением имперской французской полевой армии были 1,5 тыс. неаполитанцев под командованием генерала Клода Антуана Компера. Армия вторжения Сюше включала почти всю имеющуюся у него кавалерию и полевую артиллерию.

### Действия сторон перед битвой

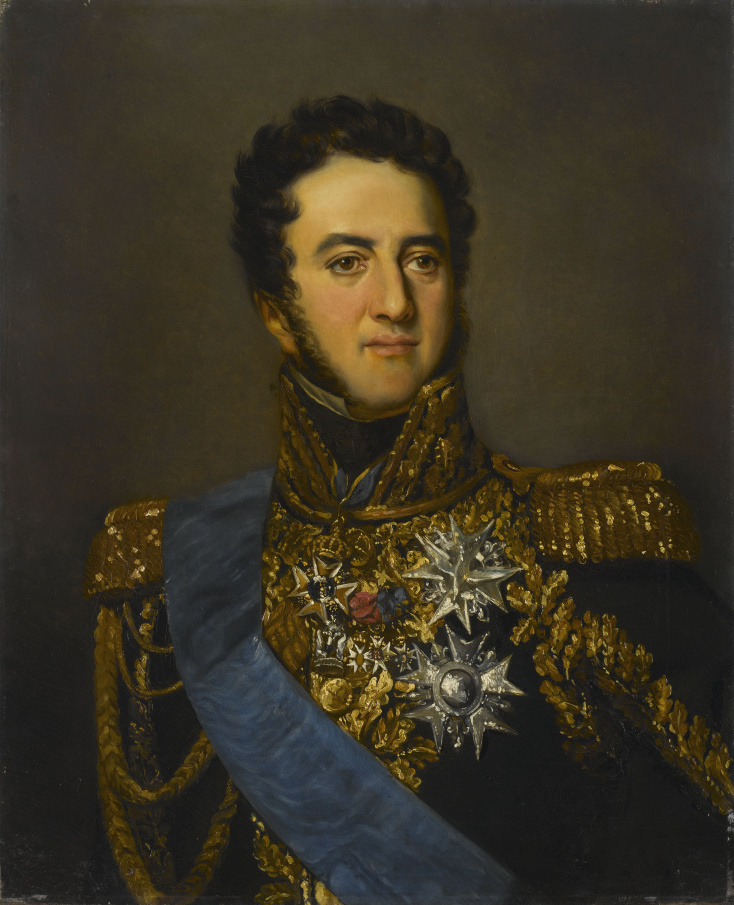
Маршал Луи Габриэль Сюше

Левая колонна Сюше двигалась на юго-запад вдоль прибрежной дороги из Тортосы. В этой колонне численностью 11 тыс. человек находились пехотная дивизия генерала Пьера Жозефа Абера, пехотная бригада генерала Луи Бенуа Робера из дивизии генерала Луи Франсуа Феликса Мюнье, почти вся кавалерия и вся полевая артиллерия. Бригада генерала Флорантена Фикатье из дивизии Мюнье сопровождала медленно двигающиеся осадные орудия. Сам Мюнье остался командовать гарнизонами, охранявшими французские линии снабжения. Центральная колонна двигалась на юг по горной дороге через Альканьис и Морелью. Колонна из 7 тыс. человек состояла из итальянской пехотной дивизии генерала Джузеппе Федерико Паломбини и неаполитанцев Компера. Правая колонна шла на юго-восток по горной дороге из Теруэля и насчитывала 5 тыс. человек из французской пехотной дивизии генерала Жана Изидора Ариспа. Ариспу грозила самая большая опасность, потому что его войска были ближе всего к испанской армии Блейка.

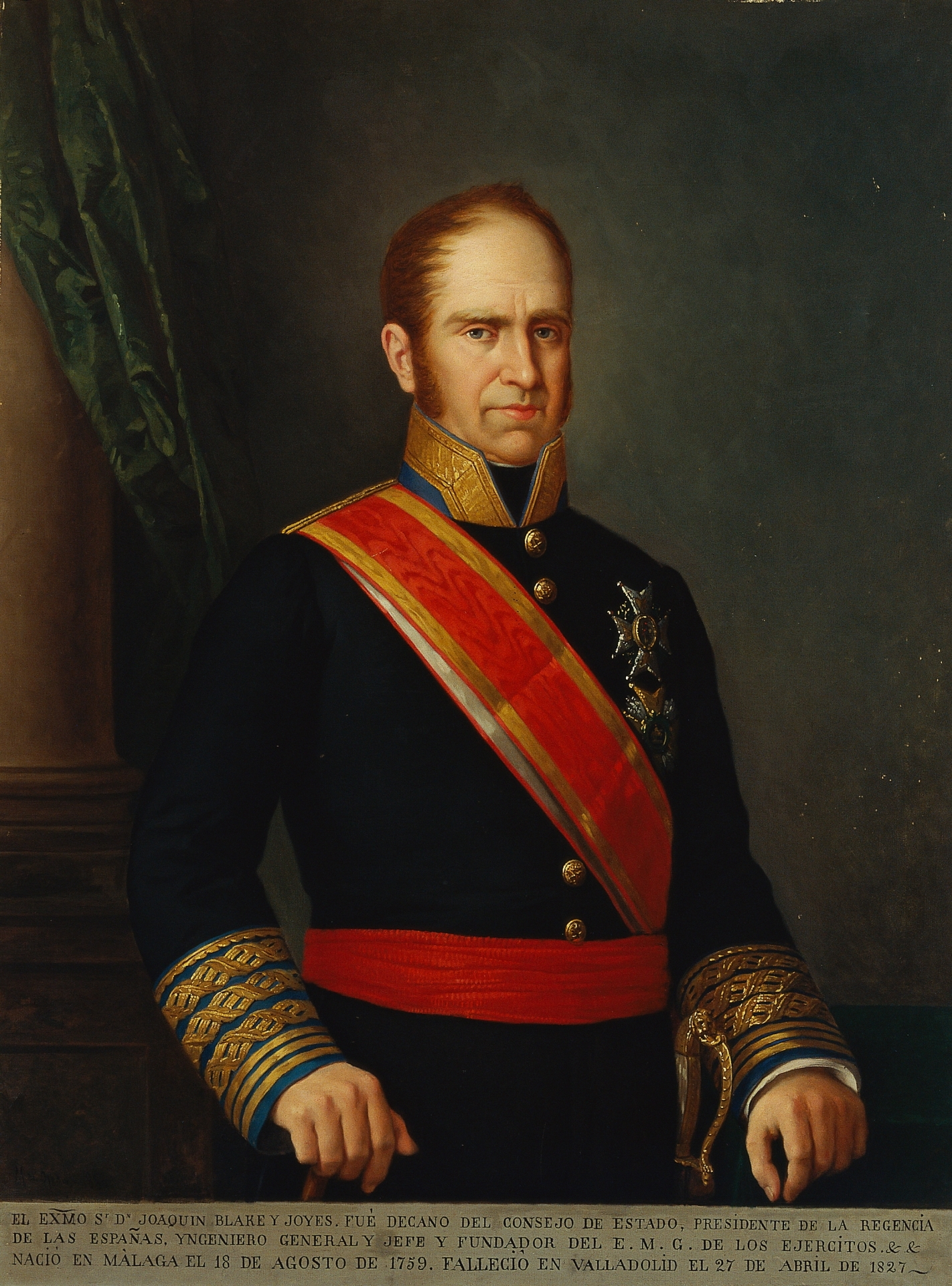
Генерал Хоакин Блейк

Блейк с самого начала смирился с пассивной защитой. Он приказал своим солдатам построить укреплённую линию, прикрывающую Валенсию. Приблизительно в тридцати километрах к северу от Валенсии в Сагунто Блейк приказал построить мощную крепость. В марте 1810 года на выбранной для этого вершине холма находились только руины римского города Сагунт (Сагунтум), который позднее был занят маврами. По рекомендации британского офицера Чарльза Уильяма Дойла испанские рабочие восстановили старые стены, заполнив щели каменными блоками из древних руин. Римский театр, относительно неповрежденный до этого времени, был разобран на стройматериалы. Тем не менее, работа была ещё не закончена, когда подошла армия Сюше. Крепость была укомплектована 2663 солдатами под командованием полковника Андриани. Всего было пять батальонов, в том числе два недавно сформированных третьих батальона старых полков. У гарнизона было 17 пушек, из которых только три были 12-фунтовыми, а остальные более лёгкими. Испанцы также поставили гарнизоны в Пеньисколе (1 тыс. солдат) и Оропеса-дель-Мар (500).
15 сентября все три имперские французские колонны пришли в движение. Через два дня левая колонна Сюше обошла Пеньисколу, оставив один батальон и несколько гусар для наблюдения. 19 сентября французская колонна, идущая берегом, прошла мимо двух оборонительных башен возле Оропеса. В тот вечер центральная колонна Паломбини присоединилась к левой колонне, не встретив никакого сопротивления на своём пути. Блейк послал дивизию генерала Хосе Обиспо, чтобы заблокировать колонну Ариспа на перевале Барраки. Арисп обнаружил испанские войска и выбрал боковую дорогу на востоке, чтобы обойти Обиспо. Его дивизия прошла по долине реки Михарес к побережью, чтобы присоединиться к двум другим колоннам. 22 сентября вся армия Сюше отправилась из Кастельон-де-ла-Плана, легко отодвинула с пути 500 испанских солдат в Вильярреале, и на следующий день была перед замком Сагунто.

## Осада

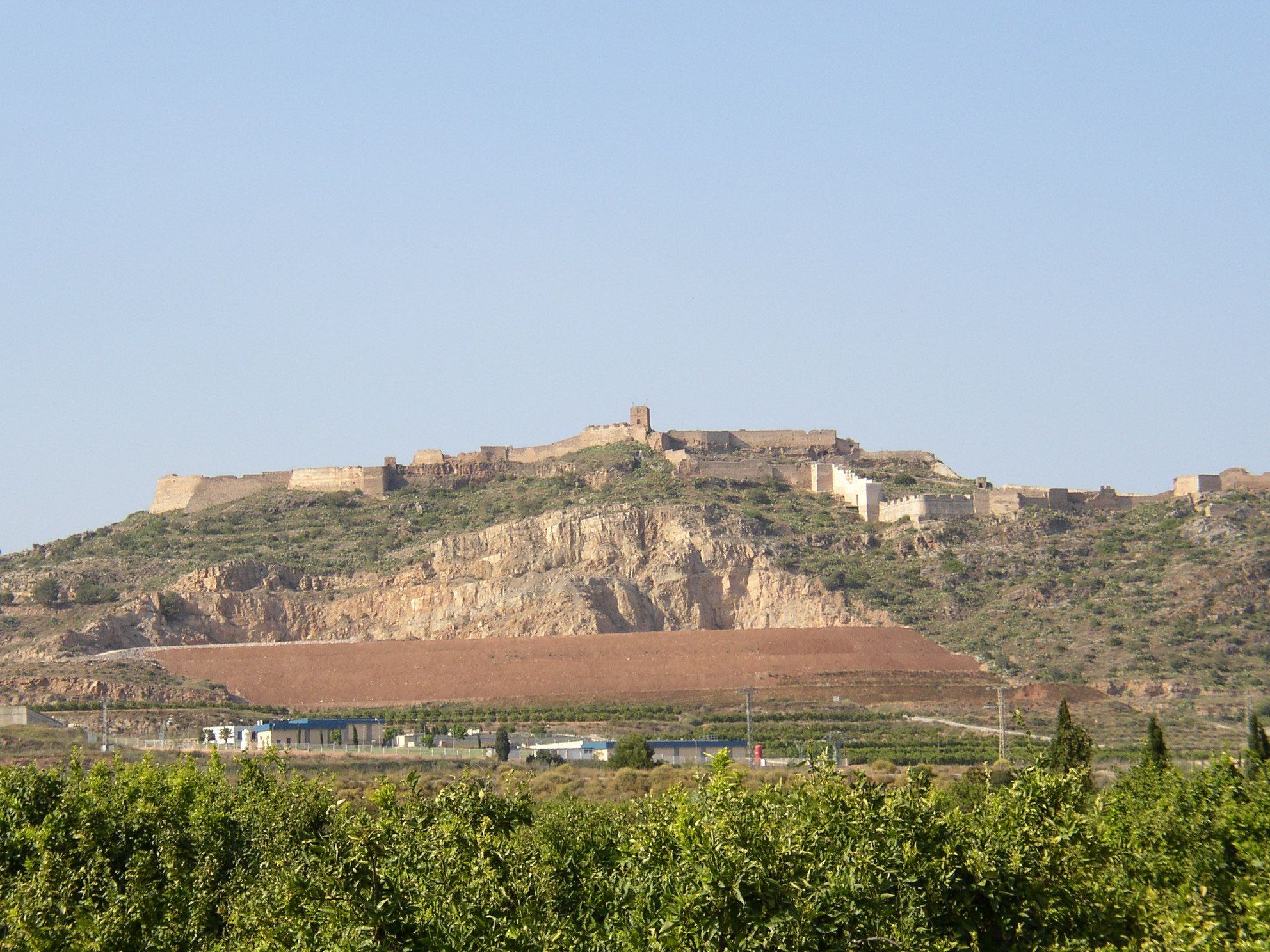
Замок Сагунто (Сагунтум)

23 сентября имперская французская армия окружила замок Сагунто, направив дивизию Юбера вокруг его восточной стороны, а дивизию Ариспа вокруг западной стороны. Кавалерия Сюше прошла на юг до точки в 6 км от Валенсии, не встретив значительного противодействия. Дивизия Паломбини встала на северо-западе, чтобы перехватить любую попытку испанцев помочь осаждённым. Видя, что защита замка была не до конца готова и в стене есть две бреши, Сюше решил нанести внезапную атаку в полночь 27-28 сентября. Из добровольцев дивизии Юбера были сформированы две колонны, каждая в 300 человек. Третья колонна поддержки аналогичного размера была собрана в городе Сагунто у подножия замкового холма. 2 тыс. человек Юбера были готовы поддержать прорыв. Чтобы ввести в заблуждение защитников, шесть рот итальянцев Паломбини должны были атаковать другую часть крепости. Сюше надеялся, что его нападение будет неожиданным.

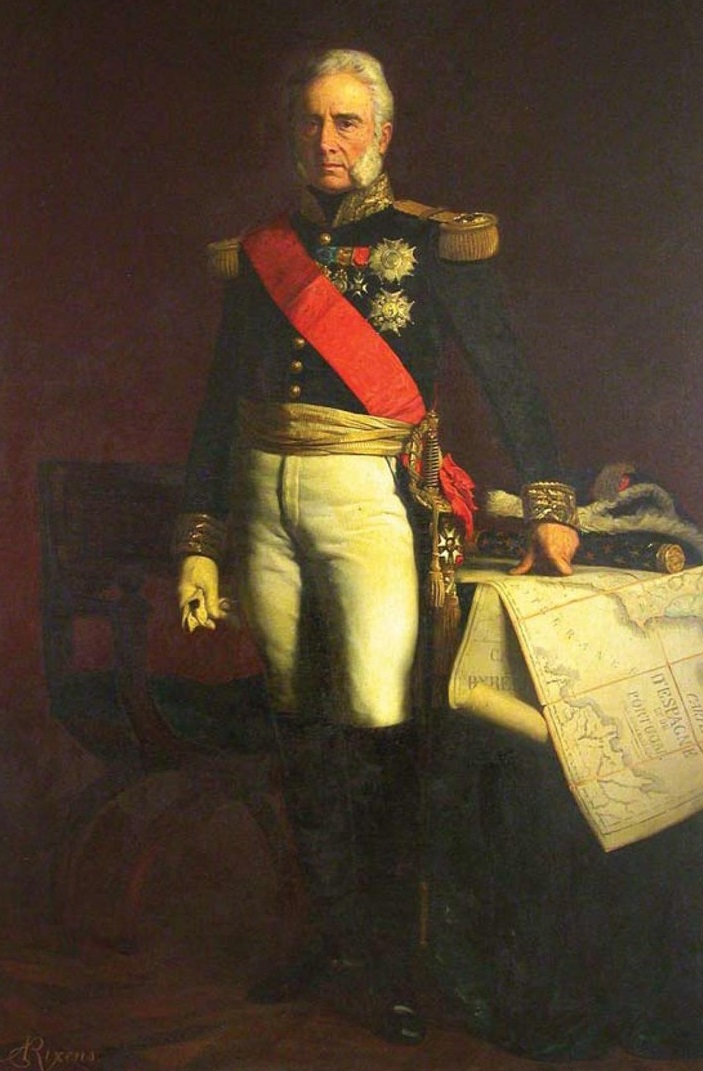
Жан Изидор Арисп

В темноте французские штурмовые отряды ползком подобрались к старому римскому театру. В тот момент до брешей оставалось всего около 110 м. Однако по какой-то случайности началась стрельба, и штурмовым колоннам не удалось напасть внезапно. Атакующим удалось установить несколько лестниц у стены, но испанские войска сражались с отчаянным мужеством. Все французы, добравшиеся до вершины стены, были убиты, а лестницы отброшены. В полночь солдаты Паломбини начали свою ложную атаку, встреченную сильным ружейным огнём. Однако она не заставила гарнизон отвести войска от места основной атаки. На штурм была брошена третья колонна, но и она не добилась успеха. Выжившие отступили за прикрытие. Наконец, Сюше разрешил штурмующим колоннам отступить. Маршалу пришлось признать потерю 247 убитыми и ранеными, хотя другой источник утверждает, что жертвами стали 360 человек, в том числе 52 итальянца. Испанцы же потеряли только 15 человек убитыми и менее 30 ранеными.
После этой неудачи Сюше приказал бригаде Фикатье и осадным орудиям поспешить к нему. Во время своего медлительного путешествия из Тортосы тяжёлые орудия сначала должны были помочь французам покорить две башни Оропеса. Французский маршал разделил свою армию на блокадные силы, которые окружили замок Сагунто, и прикрывающие силы для защиты от вмешательства испанцев . В ожидании осадных орудий французские инженерные войска начали подготавливать батарейные позиции и пандусы к ним для установки орудий. Блейк не верил, что его солдаты смогут сражаться на открытом поле против ветеранской армии Сюше. Махи, командовавший мурсийской армией, жаловался, что его войска совершенно не верят в свои боевые возможности. В этой ситуации Блейк надеялся заставить Сюше отступить, перерезав ему линии снабжения. Он отправил дивизию Обиспо в Сегорбе, где она перекрыла дорогу от Теруэля. Основные усилия против линий снабжения Сюше предпринимались партизанами.
Хуан Мартин Диас, Хосе Дюран и их партизанские отряды напали на Калатаюд, вытеснив его франко-итальянских защитников в укреплённый монастырь. Партизаны Мартина отогнали колонну численностью 1 тыс. человек, высланную на помощь, а 3 октября 1811 года вынудили 560 выживших сдаться, взорвав две мины под стенами. В это время имперские оккупационные силы Арагона были усилены итальянской дивизией Североли, насчитывающей 7 тыс. человек. Франсиско Мина с 4 тыс. партизанами осаждал Эхеа-де-лос-Кабальерос, вынудив гарнизон уйти из города и присоединиться к колонне из 800 человек во главе с полковником Чеккопьери. Не зная реальной силы Мины, Чеккопьери направил свой батальон 7-го пехотного итальянского полка на помощь осаждённому гарнизону в Аербе. 16 октября Мина устроил засаду на итальянцев, убив 200 солдат и их командира и захватив 600 пленных. Затем Мина отвёл своих пленников в Мотрико на северном побережье и передал их на фрегат HMS Iris. Тем не менее, эти незначительные происшествия не смогли отвлечь Сюше от осады Сагунто.

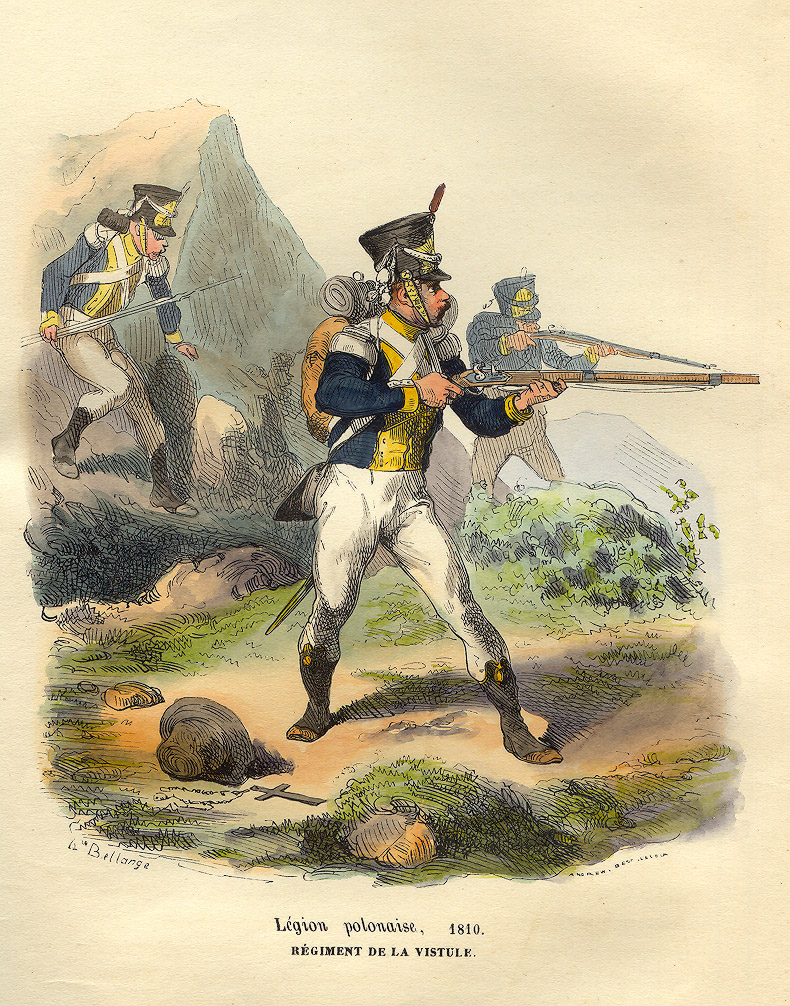
Поляки Вислинского легиона

Блейк предпринял ещё несколько безрезультатных попыток вмешаться в осаду. Сюше отправил дивизию Паломбини и бригаду Робера вытеснить дивизию Обиспо из Сегорбе, что и было проделано с лёгкостью. 2 октября дивизия Ариспа и бригада Робера изгнали войска генерал-лейтенанта Чарльза О’Доннелла из Бенагуасиля, причинив испанцам ущерб в 400 человек, и сами потеряв около 60. Услышав слухи, что из Мадрида приближаются французские войска, Блейк отправил мурсианцев Махи в бесплодный поход в Куэнку, где они нашли только один вражеский батальон, который скрылся от них. 10 октября осадные орудия Сюше достигли Оропеса, где французы с их помощью заставили капитулировать 215 испанских солдат в первой башне. На следующий день войска во второй башне были эвакуированы линейным корабля HMS Magnificent. 12 октября столь долгожданный осадный обоз достиг замка Сагунто. Бригада Фрикатье была выслана для защиты Сегорбе, Оропеса и Альменара.

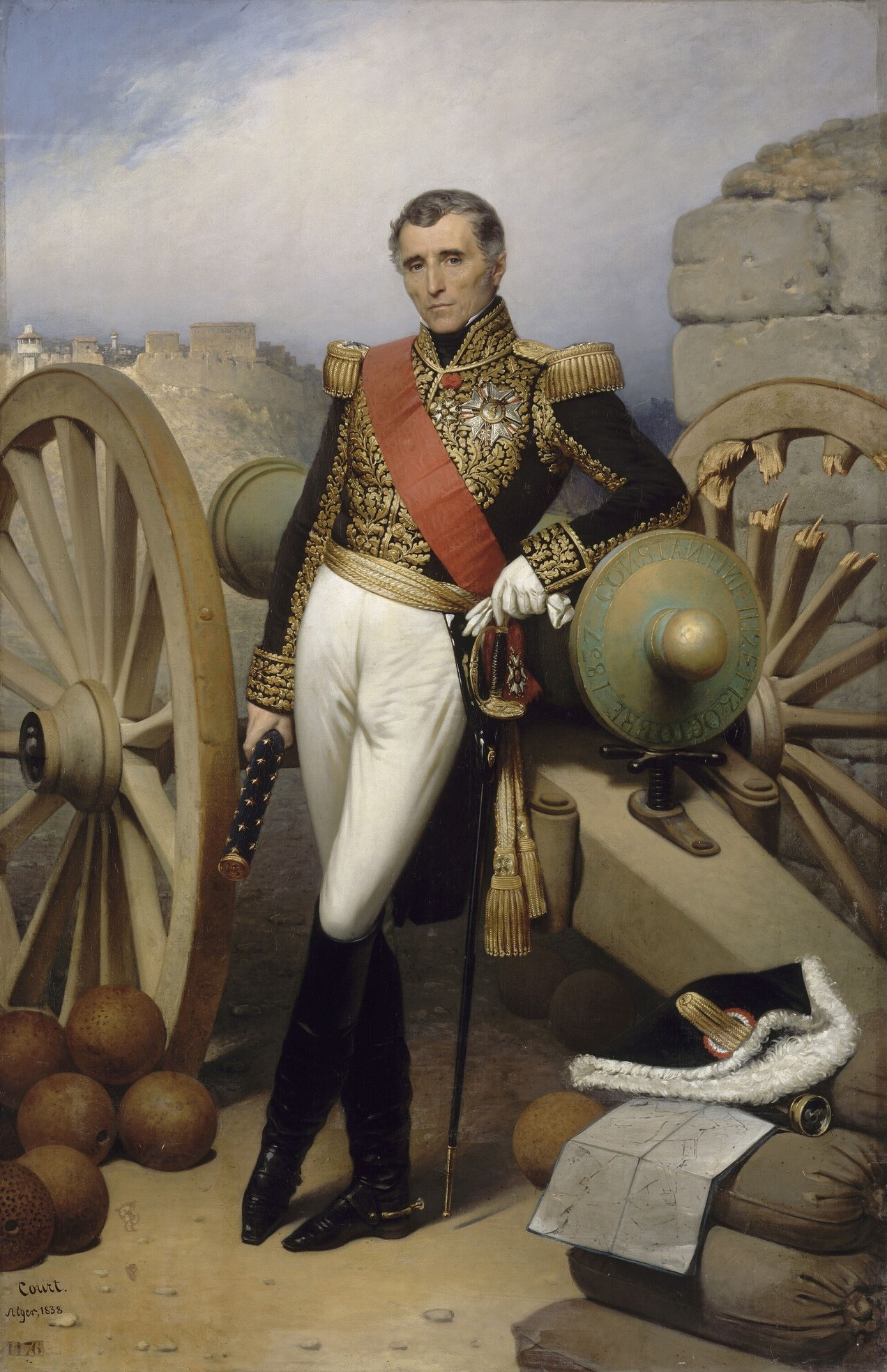
Сильвен Шарль Вале

Вместе с осадным обозом прибыли дивизионные генералы Сильвен Шарль Вале и Жозеф Ронья, командующие артиллерией и инженерным корпусом Сюше соответственно. Войскам Сюше потребовалось четыре дня, чтобы втащить тяжёлые орудия в гору и установить их на позиции. Поскольку холм был каменистым, имперским войскам приходилось носить землю для строительства парапетов с подножия холма. 16 октября осадные орудия открыли огонь, и к полудню 18-го артиллеристы и инженеры сообщили, что в редуте Дос-Майо пробита брешь. Сюше приказал атаковать в тот же вечер. Согласно его плану 400 человек из дивизии Абера возглавляли атаку, а итальянцы Паломбини их поддерживали. Осадные орудия били по брешам до последней минуты, причинив большой ущерб защитникам, которые заваливали брешь мешками с песком. В 5 часов вечера солдаты штурмовой колонны перебрались через оборонительные сооружения и успели преодолеть половину пути до бреши, прежде чем их остановил сильный огонь. Несколько французских солдат, которые добрались до самого верха, были заколоты или застрелены. Нападение окончилось полным провалом, и Абер вскоре приказал отступить. Сюше признал потерю 173 человек, но реальное число было ближе к 300.
После отражения нападений Ронья убедил Сюше положиться на чисто осадные методы. Защитники продолжали яростно сопротивляться, и французы каждый день теряли по 15-20 человек, пытаясь приблизить свои осадные сооружения к испанским укреплениям. Тем временем Блейк снова послал Обиспо захватить Сегорбе. В ответ Сюше 20 октября отправил Паломбини с франко-итальянским войском в 4,5 тыс. человек, чтобы расчистить дорогу в Теруэль. К 24-му Паломбини прибыл назад. Вернувшись из своего бесплодного похода в Куэнку, Махи 23 октября присоединился к Блейку, и на следующий день Блейк отправился со своей армией, чтобы освободить замок Сагунто. Стратегия Блейка избегать битвы была крайне непопулярна в Валенсии, и ему нужно было или сражаться, или рисковать быть отстранённым от командования.

## Битва

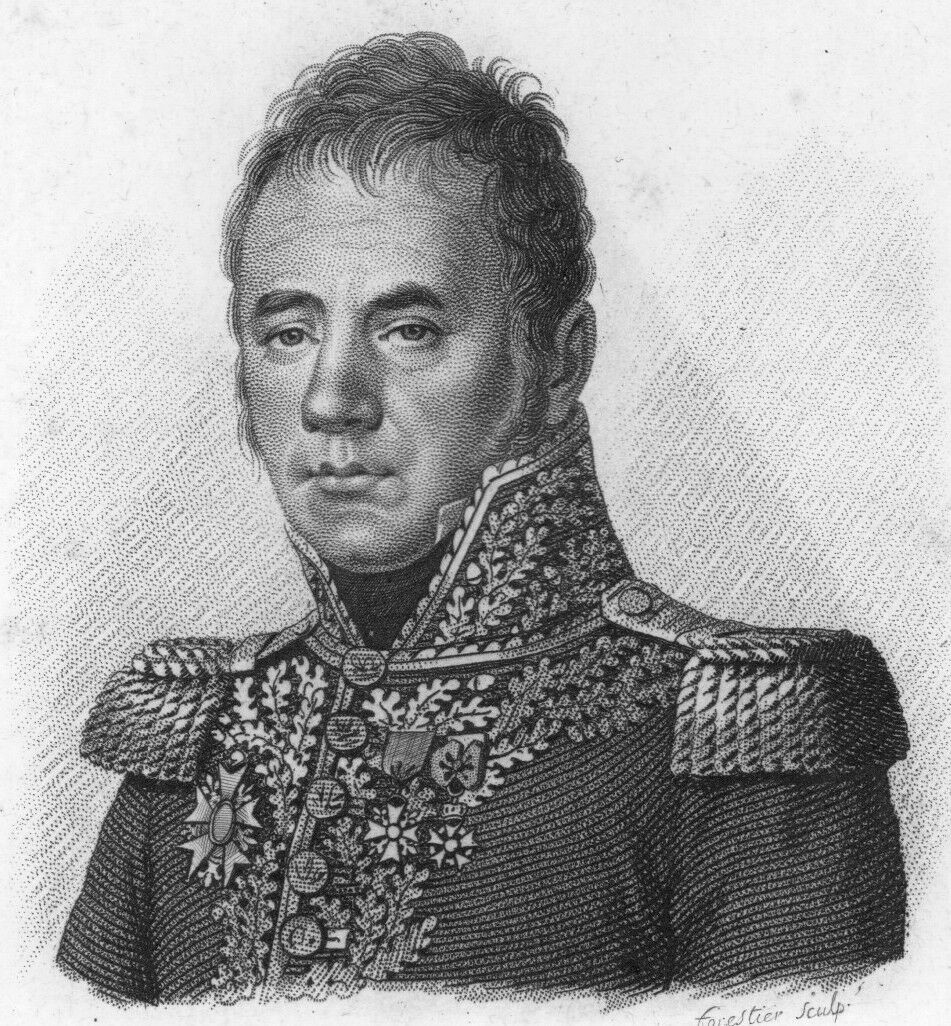
Пьер Жозеф Абер

Блейк планировал атаковать и удерживать на месте имперскую французскую армию своим правым крылом, одновременно сокрушая вражеский правый фланг основной массой своей армии. Атаку правого крыла возглавляли ветеранские пехотные дивизии Зайса (2,5 тыс.) и Лардисабаля (3 тыс.). Их поддерживали 3,5 тыс. пехотинцев Валенсийского резерва под командованием генерала Веласко, 300 всадников под командованием генерала Лоя, 800 валенсийских кавалеристов под командованием генерала Каро и три артиллерийских батареи. Левое крыло Блейка состояло из валенсийских пехотных дивизий генералов Хосе Миранды (4 тыс.), Педро Вильякампы (3,4 тыс.) и Хосе Обиспо (3,4 тыс.), а также мурсийских пехотных бригад Махи во главе с генералами Хуаном Креа и графом де Монтихо (всего 4,6 тыс.). Генерал Сан-Хуан возглавлял бригаду из 900 валенсийских кавалеристов и бригаду из 800 мурсийских кавалеристов. В трёх батареях было 18 полевых орудий. О’Доннелл планировал атаковать с Вильякампой и Мирандой, в то время как Обиспо должен был зайти в тыл правого фланга имперских войск. Махи и Сан-Хуан должны были поддерживать атаку О’Доннелла, а два мурсийских батальона под командованием полковника О’Ронана служили связующим звеном между Обиспо и О’Доннеллом. Всего Блейк направил 10,5 тыс. солдат против левого фланга Сюше и 17 тыс. против его правого фланга.
Сюше поддерживал осаду замка Сагунто 117-м линейным пехотным полком из дивизии Абера и бригадой генерала Элуа Шарля Балатье из дивизии Паломбини. Неаполитанцы Компера наблюдали за дорогой в Сегорбе, которая идёт на северо-запад. Приблизительно 4 тыс. военнослужащих оставались в осадных окопах. Чтобы противостоять армии Блейка, Сюше направил армию в 12 тыс. пехотинцев, 1,8 тыс. кавалеристов и шесть батарей полевой артиллерии, в общей сложности около 14 тыс. человек. Хотя численно она уступала испанцам почти вдвое, французский маршал знал, что качественно она превосходит армию противника. Сюше разместил дивизию Абера (2,5 тыс.) на левом фланге, а дивизию Ариспа (3,6 тыс.) в центре. Резерв состоял из 2 тыс. пехотинцев итальянской бригады генерала Сент-Поля и 1,3 тыс. кавалеристов. На правом фланге находилась бригада Робера (2,5 тыс. человек), итальянский драгунский полк Napoleone (450 сабель) полковника Шиазетти и одна артиллерийская батарея. В последнюю минуту Сюше переставил 44-й линейный полк (1,8 тыс.) под командованием бригадного генерала Иосифа Хлопицкого на правый фланг. Хлопицкий был старше Робера, поэтому поляк принял командование всем правым флангом. В то время как левый фланг и центр имперских сил располагались на равнине, правый фланг построился на гребнях холмов Санкти-Эспиритус.

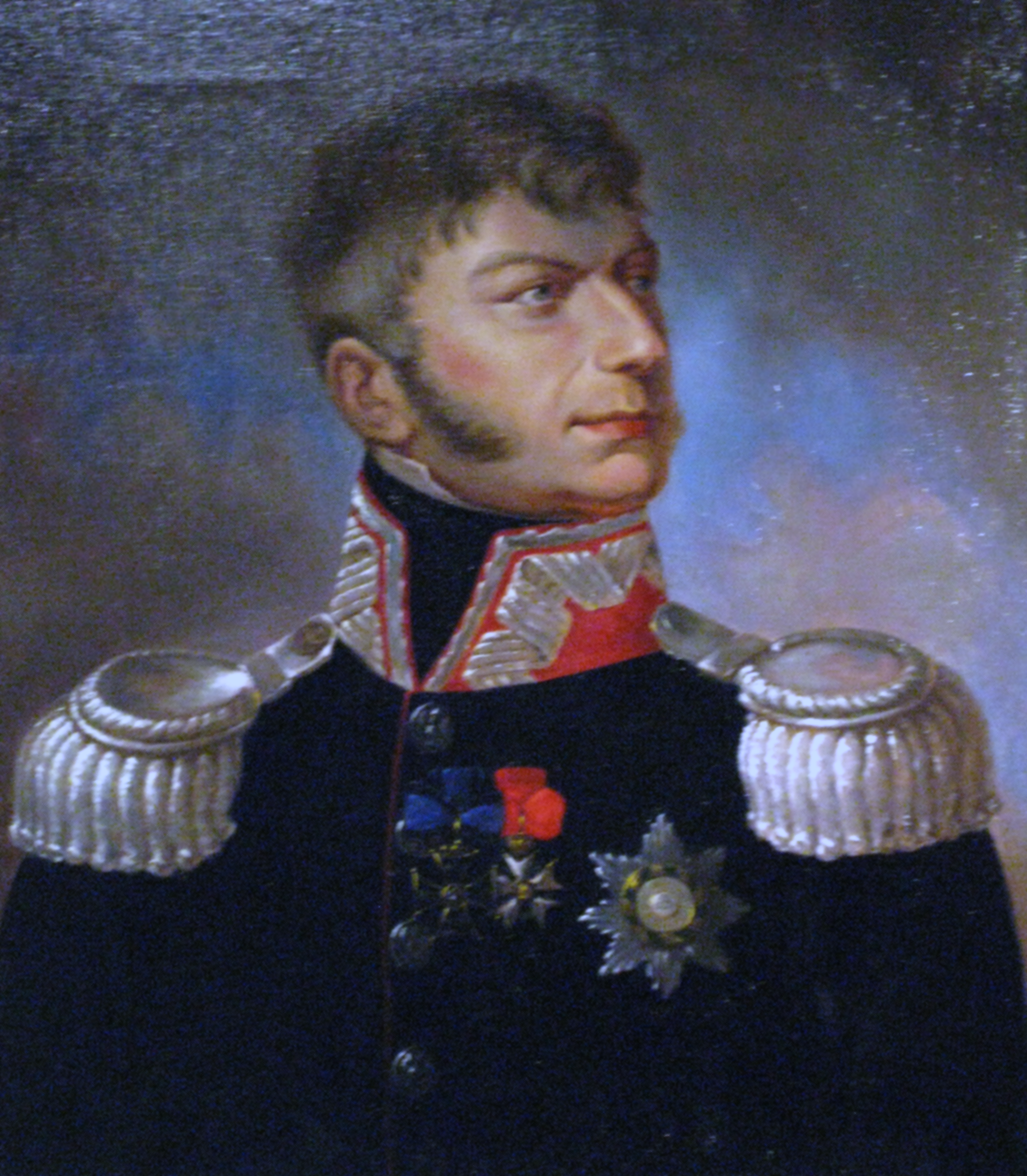
Иосиф Хлопицкий

Около 7 утра два батальона О’Ронана атаковали бригаду Робера и были отбиты. Затем две дивизии О’Доннелла спустились с холмов Элс-Джерманель и двинулись в атаку на войска Хлопицкого. Когда они шли вверх по склонам холмов Санкти-Эспиритус, дивизия Вильякампа слева несколько опережала дивизию Миранды справа. Во втором эшелоне находилась кавалерия Сан-Хуана, а далеко в тылу на холмах Джерманель находилась мурсийская пехота Махи. Когда испанские формирования начали оттеснять имперскую стрелковую цепь, Хлопицкий приказал атаковать. Бригада Робера первой напала на застигнутых врасплох солдат Вильякампы и без особого сопротивления отбросила их к подножию холма. Между пятью батальонами Робера и двумя батальонами 44-го линейного пехотного полка стояли драгуны Скьяццетти. Эти всадники ринулись вниз по склону в промежуток между двумя валенсийскими дивизиями, а затем резко повернули на левый фланг солдат Миранды. Видя, как дивизия Вильякампы отступает, а итальянские драгуны атакуют их фланг, солдаты Миранды повернулись и побежали обратно в долину. О’Доннелл приказал кавалерии Сан-Хуана выдвинуться вперёд для защиты пехоты. Увидив отчаянное положение испанских войск, Махи тоже пошёл в атаку.
После столь ошеломительного успеха Хлопицкий остановил свои войска, чтобы оценить, как обстоят дела в центре и слева. К этому времени две дивизии О’Доннелла превратились в неорганизованную толпу у подножия холма. Перестроив своих драгунов, Шиазетти направил их на Валенсийскую кавалерийскую бригаду Сан-Хуана. При виде противника испанские всадники развернулись и ринулись прочь, врезавшись в идущие им навстречу первые два батальона Махи, которые тоже обратились в бегство. После этого Хлопицкий бросил вперёд все свои семь батальонов, и две дивизии О’Доннелла были полностью разгромлены. Мурсийская кавалерийская бригада и две пехотные бригады также были разбиты. Махи удалось сформировать арьергард из одного пехотного батальона Куэнки и одного батальона Молины (бригада Монтихо и дивизия Вильякампа, соответственно); остальные солдаты бежали в полной панике. Испанцы потеряли убитыми и ранеными только около 400 человек, но имперские войска взяли около 2 тыс. пленных и захватили несколько пушек. Подразделение Обиспо появилось слишком поздно; батальоны О’Ронана присоединились к нему и отступили на север.

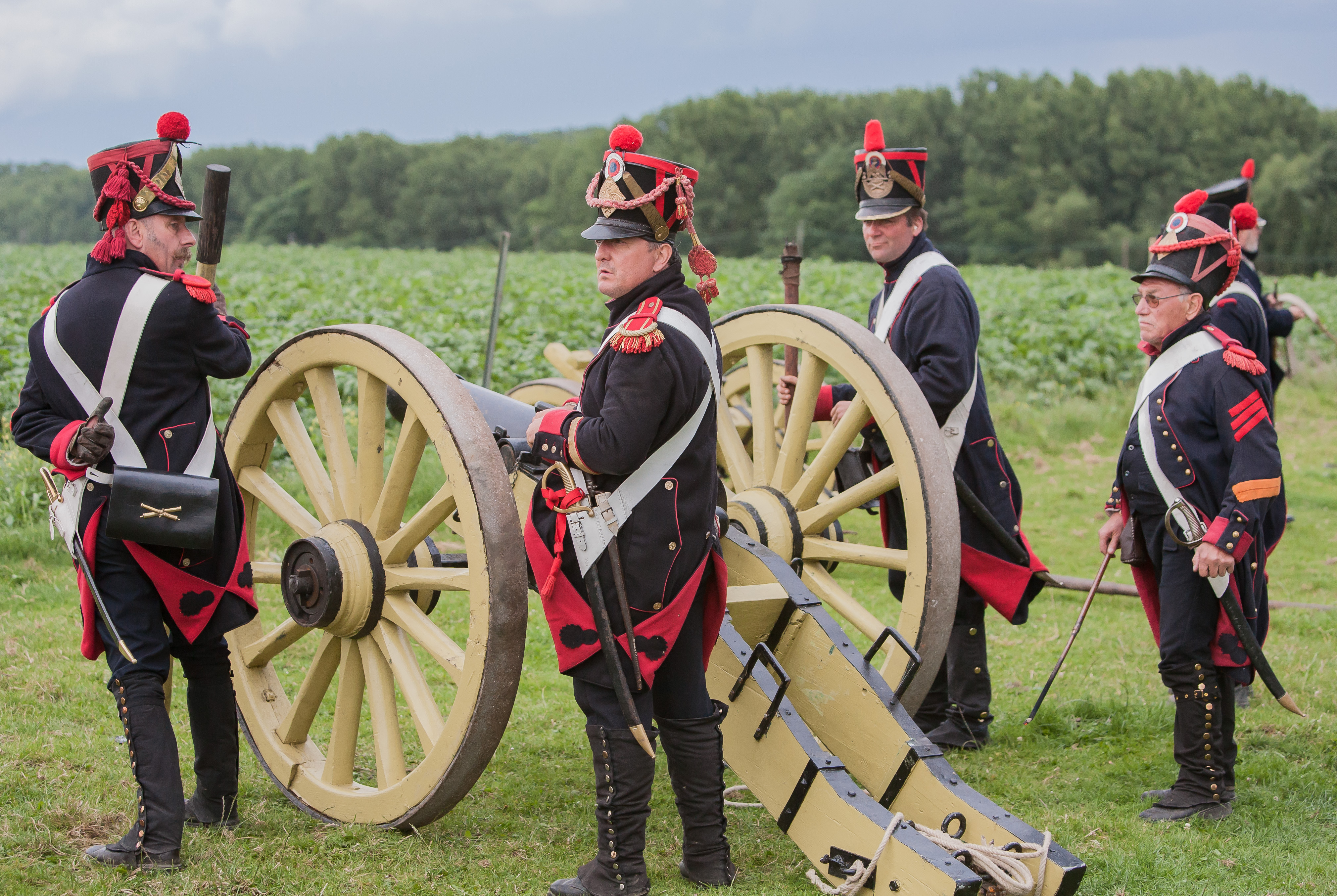
Реконструкторы битвы при Ватерлоо, одетые в форму французских артиллеристов.

В то время как войска слева от Блейка потерпели полное фиаско, правое крыло испанцев начало свою атаку. Абер держался подальше от береговой линии, потому что в море было несколько испанских канонерок, обстреливавших французов. На правом фланге испанцев дивизия Зайса продвинулась вперёд и вступила в мушкетный поединок с войсками Абера, при этом ни одна из сторон не могла получить преимущество. В центре обе армии пытались занять холм, находящийся между ними, но передовая бригада Лардисабаля под командованием генерала Прието добралась туда первой. Прието быстро развернул 1,5 тыс. солдат и батарею артиллерии для защиты холма. Сюше организовал атаку, возглавляемую четырьмя батальонами пехоты 7-го линейного полка. Их поддерживали с флангов 116-й линейный и поляки 3-го Вислинского легиона, являвшие собой пример рассыпного строя, приверженцем которого был Наполеон. Два эскадрона 4-го гусарского полка и один эскадрон 13-го кирасирского полка прикрывали левый фланг Ариспа. Атака имперских сил вынудила людей Прието отступить от холма, но до этого они нанесли тяжёлый урон своим противникам; бригадный генерал Мари Огюст Пари был ранен, а под Ариспом убили лошадь. Лардисабаль бросил против войск Ариспа свою вторую бригаду и вторую батарею. Тем временем французская батарея начала обстреливать правый фланг Лардисабаля.

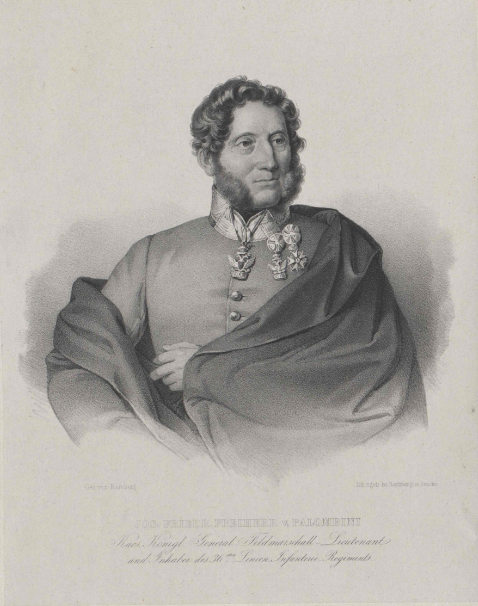
Джузеппе Паломбини на австрийской службе

Генералы Лой и Каро повели в атаку 1,1 тыс. испанских кавалеристов. Эта неожиданная атака из-за деревьев обрушилась на три французские эскадрона слева от Ариспа и разбила их. Лой и его солдаты захватили три пушки и чуть не смяли 116-й линейный полк, который едва успел отойти назад и защитить свой фланг. Всадники Каро поскакали вслед за разбитой французской кавалерией. В этот критический момент Сюше приказал Паломбини послать бригаду Сент-Поля, чтобы прикрыть брешь в своей шеренге. Затем французский маршал подъехал к оставшимся двум эскадронам 13-го кирасирского полка и приказал им атаковать. 350 кирасир врезались в испанскую кавалерию и разбросали их. И Лой, и Каро пытались сплотить своих солдат; оба были тяжело ранены и попали в плен. Кирасиры смели испанскую батарею и были остановлены только возле ручья Пикадор в тылу испанцев, где их обстреляли из орудий Валенсийского резерва. В это время дивизия Лардисабаля всё ещё держалась, перестреливаясь с солдатами Ариспа.
Вслед за кирасирами итальянцы Сент-Поля отогнали всех испанских всадников, а затем атаковали незащищённый правый фланг Лардисабаля. Солдаты Лардисабаля показали себя очень хорошо, но в конце концов дивизия не выдержала давления с фронта и фланга. Блейк расположил свой командный пункт и резерв слишком далеко в тылу, чтобы оперативно влиять на битву. Как заметил один из его подчинённых, в самом начале Блейк дал приказ наступать, а затем позволил событиям развиваться самим по себе. Когда войска Лардисабаля отступили, Блейк, наконец, отдал приказ своему правому крылу быстро отступить из опасной позиции и начал организовывать общий отвод войск. Зайсу удалось отбиться от Абера и переправить большую часть своих войск через ручей Пикадор.
Батальон Валлонской гвардии из дивизии Зайса защищал деревню Пуццол, где они привлекли внимание дивизии Абера. После тяжёлой схватки 400 человек из батальона были захвачены в плен, но это позволило остальной части дивизии Зайса отойти без дальнейших потерь. Войскам Лардисабаля повезло куда меньше. После отступления их генерал построил дивизию рядом с резервом. В битве наступило затишье, во время которого Сюше перестроил свои полки и приказал сплотившемуся 4-му гусарскому эскадрону двигаться направо к Хлопицкому, чтобы помочь собрать пленных. Затем Сюше направил свой последний полк, 24-й драгунский, прямо по главной дороге. Драгуны ворвались в ряды выживших солдат Лардисабаля, разбили последние сформированные батальоны и захватили две пушки и четыре флага. Имперская армия преследовала испанцев больше десяти километров.

## Итог
Армия Блейка потеряла около 1 тыс. убитых и раненых, в основном в ветеранских дивизиях Зайса и Лардисабаля. Французы захватили 4641 пленных и 12 орудий. 2-й полк из Бадахоса потерял 17 офицеров и 521 человека из 800, в основном взятых в плен. Всего испанцы потеряли около 6 тыс. человек.
Арисп и Абер потеряли 41 офицера, сражаясь с двумя дивизиями испанских ветеранов; Хлопицкий и Робер потеряли только семь офицеров. Как обычно, Сюше преуменьшил свои потери, указав 130 убитых и 590 раненых. Реальные французские потери были, вероятно, около 1 тыс. убитыми и ранеными.
На следующий день Сюше отправил к Андриани парламентёра с требованием сдать гарнизон, что и было исполнено. Увидев, что шедшая им на помощь армия полностью разбита, войска гарнизона полностью пали духом и не могли продолжать осаду. К этому времени французские осадные траншеи подошли уже вплотную к оборонительным сооружениям испанцев. Редут Дос-Майо от обстрела превратился в руины и, вероятно, пал бы в следующей атаке. 2,5 тыс. оставшихся в живых защитников крепости стали французскими пленными, хотя 200 из них были слишком больны или ранены для транспортировки. Большинство из 17 орудий было разбиты, а боеприпасы к ним практически кончились, хотя боеприпасов для мушкетов было достаточно для продолжения обороны.
Сюше мог идти в Валенсию и окончательно разбить 22 тыс. выживших деморализованных солдат армии Блейка. Вместо этого французский маршал после своей победы сделал паузу. После того, как он оставил гарнизон для замка Сагунто и выделил бригаду для сопровождения испанских пленных в тыл, у него осталось только 15 тыс. человек для продолжения боевых действий. Сюше отказался использовать бригаду Фикатье, поскольку она обеспечивала безопасность дорог, по которым ему доставлялись провизия и боеприпасы. Он хотел, чтобы дивизии Североли и Рея начали наступление на Валенсию. Североли был под его командованием, но его войска охраняли Арагон. Чтобы заполучить дивизию Рея, Сюше нужно было разрешение от Наполеона, которое придёт только в декабре.